# والبونا
والبونا (به ایتالیایی: Vallebona) یک کومونه در ایتالیا است که در استان ایمپریا واقع شده‌است. والبونا ۶٫۰ کیلومتر مربع مساحت و ۱٬۱۸۱ نفر جمعیت دارد.